# Veliki Vran
Le mont Veliki Vran, littéralement le « Grand Vran », est situé en Bosnie-Herzégovine. Point culminant du Vran, une montagne des Alpes dinariques, il s'élève à une altitude de 2 074 m. 
Le Veliki Vran se trouve à l'est de la ville  de Tomislavgrad, à l'ouest de Jablanica et au sud du lac de Rama (en croate : Ramsko jezero). Il est possible d'y pratiquer le ski.